# Live Forever (Liam Payne)
Live Forever è un singolo del cantante britannico Liam Payne, pubblicato il 6 dicembre 2019 come settimo estratto dal primo album in studio LP1.
Il brano vede la partecipazione del gruppo musicale statunitense Cheat Codes.

## Promozione
Nel gennaio 2020 Liam ha portato il suo nuovo singolo sul palco per la prima volta all'evento The BRITs Are Coming.
Successivamente si è esibito con Live Forever durante il LP Show: Act 1 il 17 luglio 2020, il LP Show: Act 2 il 29 agosto 2020, il LP Show: Act 3 il 31 ottobre 2020 e il LP Show: Final Act il 9 gennaio 2021.

## Video musicale
Il video musicale è uscito lo stesso giorno della pubblicazione della canzone, il 6 dicembre 2019. Sul canale YouTube del cantante è stato pubblicato anche il dietro le quinte del video, il 16 gennaio 2020.

## Remix
- Live Forever - remix di R3hab[8]
- Live Forever - remix di Dee Swan e Gregatron[9]
- Live Forever - remix di 99 Souls[10]
- Live Forever - remix di Mahalo[11]